# Třtěnice
Třtěnice település Csehországban, a Jičíni járásban. Třtěnice Podhorní Újezd a Vojice, Vrbice, Kovač, Butoves és Chomutice településekkel határos. Lakosainak száma 345 fő (2024. január 1.).

## Népesség
A település lakosságának változását az alábbi diagram mutatja:
| Lakosok száma | 476  | 512  | 505  | 400  | 356  | 329  | 338  | 342  | 334  | 345  |
|               | 1869 | 1900 | 1921 | 1961 | 1980 | 2011 | 2016 | 2019 | 2021 | 2024 |